# Phyllachora sageretiae
Phyllachora sageretiae är en svampart som beskrevs av C.A. Pearce, K.D. Hyde & R.G. Shivas 1995. Phyllachora sageretiae ingår i släktet Phyllachora och familjen Phyllachoraceae.   Inga underarter finns listade i Catalogue of Life.